# Euploea dardanoides
Euploea dardanoides är en fjärilsart som beskrevs av Waterhouse 1914. Euploea dardanoides ingår i släktet Euploea och familjen praktfjärilar. Inga underarter finns listade i Catalogue of Life.